# Idioma kawésqar
El kawésqar, qawasqar, alacalufe o alacaluf es un idioma aislado o un conjunto de lenguas relacionadas, hablado por los kawésqar o alacalufes, un pueblo indígena del sur de Chile. Se trata de una lengua cercana a la extinción, hablada solo por algunas decenas de personas en Puerto Edén. Tiene ortografía estandarizada y existen estudios de su gramática, así como un diccionario en construcción. Algunos autores distinguen dos variantes de kawésqar el aksaná o variante septentrional y el hekaine o variante meridional.

## Denominaciones
Los nombres kawésqar y qawasqar son representaciones de la forma en que sus últimos hablantes se nombran a sí mismos y al idioma; según el lingüista Óscar Aguilera es una palabra compuesta que significa "ser racional de piel y hueso", en el mismo sentido que la expresión castellana "persona de carne y hueso". El mismo autor indica que el término alacalufe o alacaluf es de etimología incierta y se registra por primera vez en los escritos del capitán inglés Robert Fitz Roy que llamó alikhoolip a un grupo indígena que habitaba las cercanías del Estrecho de Magallanes. Una hipótesis es que procede de una deformación de la palabra en español "regalar" que ellos habrían usado al subir a los barcos y otra es que procede de halakwúlup que significaría comedores de mejillones y habría sido un nombre despectivo que les daban los yaganes[cita requerida].

## Historia y distribución
En 1698 el aventurero francés Jean de la Guilbaudière recopiló un vocabulario que constituye el primer testimonio sobre esta lengua. Desde entonces se han recopilado más de quince vocabularios, en fechas diversas y en diversas localidades de la Patagonia occidental (zona comprendida entre el Golfo de Penas y el sur del Estrecho de Magallanes, en Chile). Estos vocabularios se limitan a algunos centenares de palabras aisladas y a algunas frases breves. Desde el siglo XVII los misioneros jesuitas de Chiloé organizaron expediciones a la zona para atraer a los pueblos canoeros a Chiloé con el fin de evangelizarlos y "civilizarlos". Usualmente los misioneros se servían de indígenas ya asentados en sus misiones para atraer a otros, porque ellos no dominaban sus lenguas. Sin embargo, hay datos de que en la década de 1760, antes de la expulsión de los jesuitas, estaba escribiéndose en la misión de Cailín una gramática del idioma de los llamados cálenes y taijatafes, considerados kawésqar, pero los apuntes se perdieron cuando el misionero que los tenía a su cargo se ahogó en una expedición a los canales patagónicos.

### Últimos hablantes
En los años 1980 quedaban cuarenta y siete hablantes de esta lengua, agrupados en la pequeña bahía de Puerto Edén, en la costa oriental de la isla Wellington. Son conocidos como alacalufes, pero ellos no se designan jamás a sí mismos con este nombre. Se autodenominan kawésqar, y llaman así también a su lengua que se hablaba desde el Golfo de Penas, o quizá más al norte, hasta el sur del Estrecho de Magallanes. 
Han sido víctimas de una transculturación que los ha ido sumiendo en la pobreza y la dependencia de la asistencia estatal. Algunos continúan practicando el nomadismo marítimo y realizan largas cacerías de lobos marinos, pero la instalación en 1968 de unas casitas prefabricadas en Puerto Edén ha sido nefasta para ellos. Esto se debe a lo mal situadas que están estas casas que se les han asignado, y a que no se ha tomado medida alguna para adaptarlos a la nueva vida que deben llevar en vecindad con la colonización de Puerto Edén (unos trescientos habitantes procedentes de la isla de Chiloé), cuya competencia les ha sido adversa. 
En Puerto Edén se ha instalado también un pequeño cuartel de policía, un puesto de primeros auxilios, sin personal, y una escuela con un solo maestro, regida por el mismo programa de los demás establecimientos escolares de Chile. Esto quiere decir que la enseñanza se imparte únicamente en castellano, lo cual contribuye drásticamente a la total extinción del idioma. Los adultos kawésqar son unos veinte, y sólo dos saben leer; en cambio los niños que asisten a la escuela han demostrado ser buenos alumnos, aunque sin que ello les abra ninguna nueva perspectiva. Tampoco la hay para la totalidad de este pueblo cuya rápida desaparición resulta así inminente.

### Dialectos
La lengua kawésqar tenía dos o más variedades, que para Hammerly Dupuy serían dos idiomas separados, el "aksánas" en el norte y el "alakaluf" en el sur. La mayoría de estudios mencionan la presencia de dialectos y los autores difieren en cuanto al grado de divergencia entre ellos. Las diferencias que se observan muestran una dialectización no siempre precisable, aunque hay razones que podrían explicarlas parcialmente:
- Las variaciones~errores de transcripción dependientes del origen, estudios y talento del recopilador.
- La imposibilidad de identificar en algunos casos la comunidad lingüística a la que pertenecía el informante.
- La interferencia normal entre lenguas que se produce en el límite territorial de dos o más etnias, por ser el contacto entre éstas más frecuente.
- El nomadismo de los pueblos.
- La evolución natural de la lengua.
- Los casos de sinonimia real o aparente.
- Una caracterización esencial de esta lengua que es el fenómeno de fluctuación de fonemas, es decir la libre alternancia de dos o más fonemas en el mismo monema.

Clairis y otros autores consideran que las lenguas calen (calenches), caucahué y taijataf, identificadas por los misioneros jesuitas en el siglo XVII entre los chonos, no son más que dialectos septentrionales del kawésqar. De acuerdo a Aguilera y de Clairis, entre los kawésqar de Puerto Edén residen algunas personas procedentes de más al sur, llamados tawóksers, cuyo lenguaje presenta diferencias.
José Pedro Viegas Barros comparó listas de vocabularios de diferentes épocas y lugares y llegó a la conclusión de que existían tres variedades: una del norte, el kawésqar de Puerto Edén; otra del centro, en el Estrecho de Magallanes, propia de los tawóksers; y otra del sur, del área de la península Brecknock. De acuerdo a los resultados de este estudio, la divergencia entre la variedad del norte y la del centro sería de 10 siglos y entre la del centro y la del sur, de 17 siglos. Sin embargo, el autor advierte de la posible distorsión en los resultados a causa de lo incompleto de la documentación, la heterogeneidad de épocas y lugares y el proceso de pérdida de la lengua.

## Clasificación
No se ha probado satisfactoriamente la relación de la lengua o lenguas kawésqar con otros idiomas, por lo que se la clasifica como una lengua aislada o, según otros, como una familia aislada compuesta por tres lenguas; de acuerdo a este último planteamiento, el kawésqar hablado por los habitantes de Puerto Edén sería la más septentrional de ellas. SIL International consideraba que el "kawésqar" era miembro de la familia de "lenguas alacalufes" junto con el extinto "kakauhua" (el idioma caucahué), pero como no existe seguridad del idioma de los caucahués, más tarde se eliminó esa lengua de Ethnologue, el catálogo de lenguas de SIL International. 
Mary Key (1978) y los años siguientes, publicó estudios en que relacionaba al kawésqar con el mapudungun y el yaghán. Viegas Barros (1994) considera que la evidencia de parentesco entre el kawésqar y el yaghán como prometedora, pero rechaza el parentesco con las lenguas chon o el mapuche.
En 1987 el lingüista estadounidense Joseph Greenberg propuso un sistema de clasificación de las lenguas americanas en que la familia amerindia incluía la inmensa mayoría de idiomas del continente, hasta ese momento agrupados en múltiples familias independientes. Según esa clasificación, el kawésqar estaría dentro del grupo meridional de las lenguas andinas, junto con el "araucano" (mapudungun), el gennaken, el patagón y el yagán. Sin embargo, el método de comparación utilizado por Greenberg es controvertido y muchos lingüistas no aceptan la existencia de una familia amerindia o no consideran que la información disponible permita afirmarlo. 
Viegas Barros en su investigación de las lenguas de la Patagonia considera plausible que exista alguna relación entre el kawésqar y el yagán, la lengua de sus vecinos de más al sur, mientras que desestima que ocurra lo mismo con las lenguas chon, también geográficamente próximas, que eran habladas por tehuelches, selknam y haush.

## Descripción lingüística

### Fonología y fonética
No hay concordancia acerca de la cualidad ni de la cantidad de fonemas del idioma entre los dos estudios fonológicos más acabados que se han hecho hasta el año 2006. En el primero de ellos, Christos Clairis afirma que existen 23 fonemas, 3 vocales, 2 semivocales y 18 consonantes.
Por su parte, los autores de una Gramática de la Lengua Kawésqar y del Alfabeto Oficial, Oscar Aguilera (antropólogo chileno) y José Tonko Paterito (profesor y hablante nativo), distinguen 26 fonemas: 6 vocales, 2 semivocales y 18 consonantes.
Una de las diferencias más notorias entre ambas propuestas es la existencia en el Alfabeto Oficial de /k/, mientras Clairis lo consideró tan solo un alófono de /q/. Por lo tanto, en un caso el nombre de la lengua se escribe kawésqar y en el otro, qawasqar.
El inventario de vocales viene dado por:
|         | Anterior | Central | Posterior |
| ------- | -------- | ------- | --------- |
| Cerrada | i        |         | u         |
| Media   | e        |         | o         |
| Abierta | æ        | a       |           |

Fonemas según su descripción en el Alfabeto Oficial de la Lengua Kawésqar (1999)
- /a/ es una vocal abierta central no redondeada que en la cercanía de consonantes uvulares tiene como alófono a [ɑ], una vocal abierta posterior no redondeada. El alófono principal [a] suena como la "a" de padre en castellano . El alófono secundario [ɑ] suena como la "o" de hot en inglés estadounidense. Ejemplos: at (casa), kájef (bote).
- /æ/ es una vocal semiabierta anterior no redondeada, como la "a" de fat en inglés o la "ä" de Käse en alemán. Clairis la considera un alófono de /a/. Ejemplos: ktæl (nombre).
- /i/ y /u/ se pronuncian de modo semejante a las vocales "i" y "u" del castellano. Clairis los considera alófonos de /e/ y /o/ respectivamente. Ejemplos: kilíta (galleta), lul (robar).
- /e/ y /o/ son como las vocales "e" y "o" del castellano.

El inventario de consonantes viene dado por:
|             | Labial | Coronal | Velar | Uvular | Glotal |
| ----------- | ------ | ------- | ----- | ------ | ------ |
| oclusiva    | p pʼ   | t tʼ    | k kʼ  | q      |        |
| africada    |        | tɕ tɕʼ  |       |        |        |
| fricativa   | f      | s       | x     |        | h      |
| vibrante    |        | r ɾ     |       |        |        |
| nasal       | m      | n       |       |        |        |
| aproximante |        | l, j    | w     |        |        |

Fonemas según su descripción en el Alfabeto Oficial de la Lengua Kawésqar (1999)
- De acuerdo a Aguilera, hay una serie de consonantes oclusivas sordas /p/, /t/, /k/ y /q/, en que las tres primeras tienen alófonos simples ([p], [t], [k]) y aspirados ([ph], [th], [kh]. Las formas eyectivas /pʼ/, /tʼ/ y /kʼ/ son fonemas separados. Clairis, en cambio, no reconoce valor fonémico a [k] y lo considera una variante de /q/ completamente intercambiable. Este autor postula la existencia de tres series de fonemas oclusivos: una de articulación secundaria simple (/t/, /p/, y /q/), otra aspirada ((/th/, /ph/, y /qh/)) y otra eyectiva (/pʼ/, /tʼ/ y /qʼ/). El lingüista chileno Adalberto Salas pone en duda las conclusiones de Clairis en lo tocante a la ausencia del fonema /k/.[14] La consonante /q/ es una oclusiva uvular sorda, que puede encontrarse también en el quechua; se asemeja a una "k" pronunciada con la parte de atrás de la lengua levantada hasta hacer contacto con la úvula.

- La africada alveopalatal sorda simple /tɕ/ y la eyectiva /tɕʼ/ son reconocidas por ambos estudios. Estas dos consonantes no tienen equivalente en español, siendo lo más cercano el sonido de "ch" /tʃ/ es español estándar (una africada postalveolar sorda).
- La fricativa labiodental sorda /f/ es igual a la "f" del español. La /s/ es una fricativa alveolar sorda realizada como la "s" de la mayoría de los dialectos del castellano en América y la consonante /x/ (una fricativa velar sorda) suena como la "j" del español estándar, mientras que /h/ (no reconocida por Clairis) es una fricativa glotal sorda como la "j" habitual en el español caribeño o la "h" del inglés.

### Alfabeto
El alfabeto en uso en la actualidad, llamado Alfabeto Oficial de la Lengua Kawésqar, se estableció en 1999. Los responsables fueron Óscar Aguilera y José Tonko Paterito. Contiene 26 letras: 6 vocales (a æ e i o u), 2 semivocales (j w) y 18 consonantes (č c’ f h k k’ l m n p p’ q r rr s t t’ x). El apóstrofo sobre p, t y k indica que son eyectivas en vez de oclusivas simples. Las vocales largas llevan encima un macrón.

### Gramática
Es una lengua aglutinante exclusivamente sufijadora, como muchas otras lenguas americanas. En la conjugación verbal se marca tiempo, aspecto, número y beneficiario.
La posesión se señala mediante un sufijo de genitivo añadido al sustantivo y existen partículas para indicar el tópico de una oración.